# Cynips quercusfolii
Cynips des galles-cerises du chêne
Espèce
Cynips quercusfolii, parfois appelé le cynips des galles-cerises du chêne, voire de façon impropre cynips du chêne, est un insecte hyménoptère de la famille des « guêpes à galles » ou « mouches à galles » (Cynipidae).

## Biologie
La taille de l'imago atteint 3 mm. Comme la plupart des guêpes à galles, l'insecte se développe sur les chênes, où il est responsable notamment de la formation d'une galle sphérique sous la face inférieure des feuilles.
Cette guêpe à galle commune apparaît chaque année sous deux formes, dont l'une se reproduit de façon bisexuée, l'autre par parthénogenèse. Après l'accouplement, l'été, l'insecte femelle pond ses œufs sur les feuilles d'un chêne.

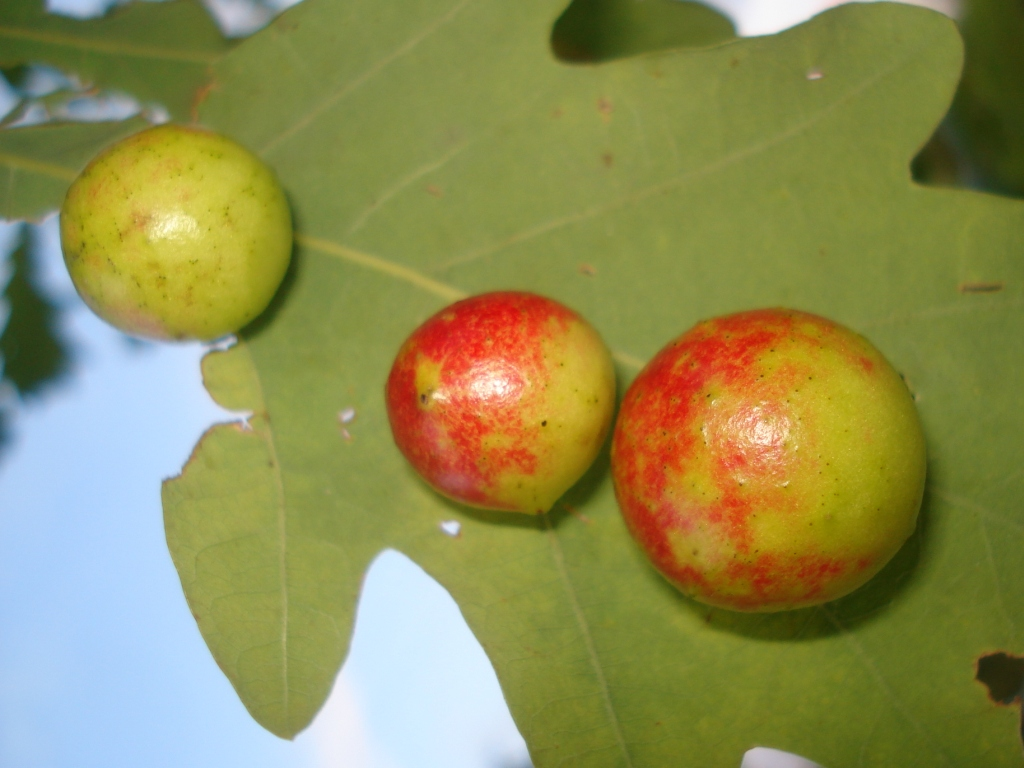
Galles-cerises sur la face inférieure d'une feuille de chêne.

Puis les larves entretiennent le développement de galles sous les feuilles. Chacune de ces galles, qui prend une teinte vert-jaunâtre avant de virer au brun-rouge (galle-cerise), abrite une seule larve, longue de 2 mm, qui forme ensuite une chrysalide.
En hiver, un cynips femelle (seulement des femelles) émerge de la chrysalide, perfore la paroi de la galle d'un petit orifice et s'échappe ; au printemps, cette femelle pond des œufs non fertilisés sur les bourgeons d'un chêne. Une galle se forme là encore mais très différente : sa taille n'est que de deux ou trois millimètres, et elle est couverte de filaments roux.
Entre mai et juin, des guêpes sexuées naissent de ces galles : elles sont généralement plus petites que celles écloses durant l'hiver. Un nouveau cycle recommence.
On croyait naguère que les sujets sexués et non sexués représentaient deux espèces différentes « Cynips quercusfolii » et « Spathegaster taschenbergi ».

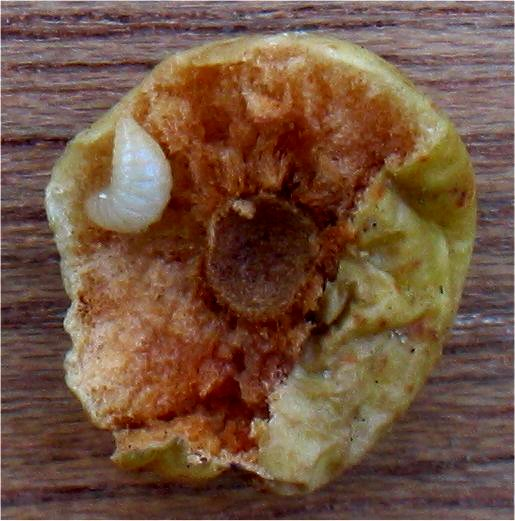
Larve (en haut, à gauche).
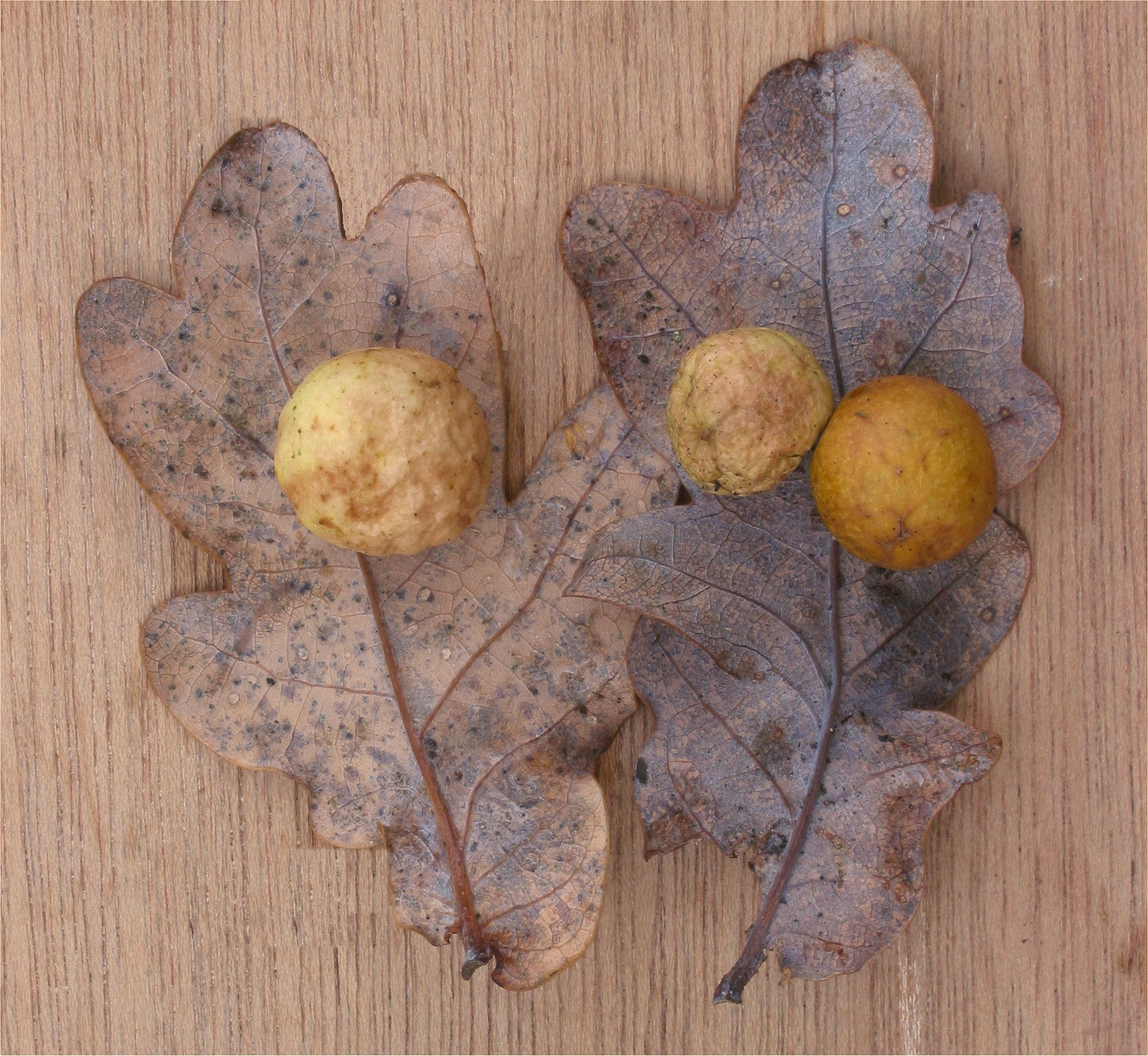
Chrysalides.
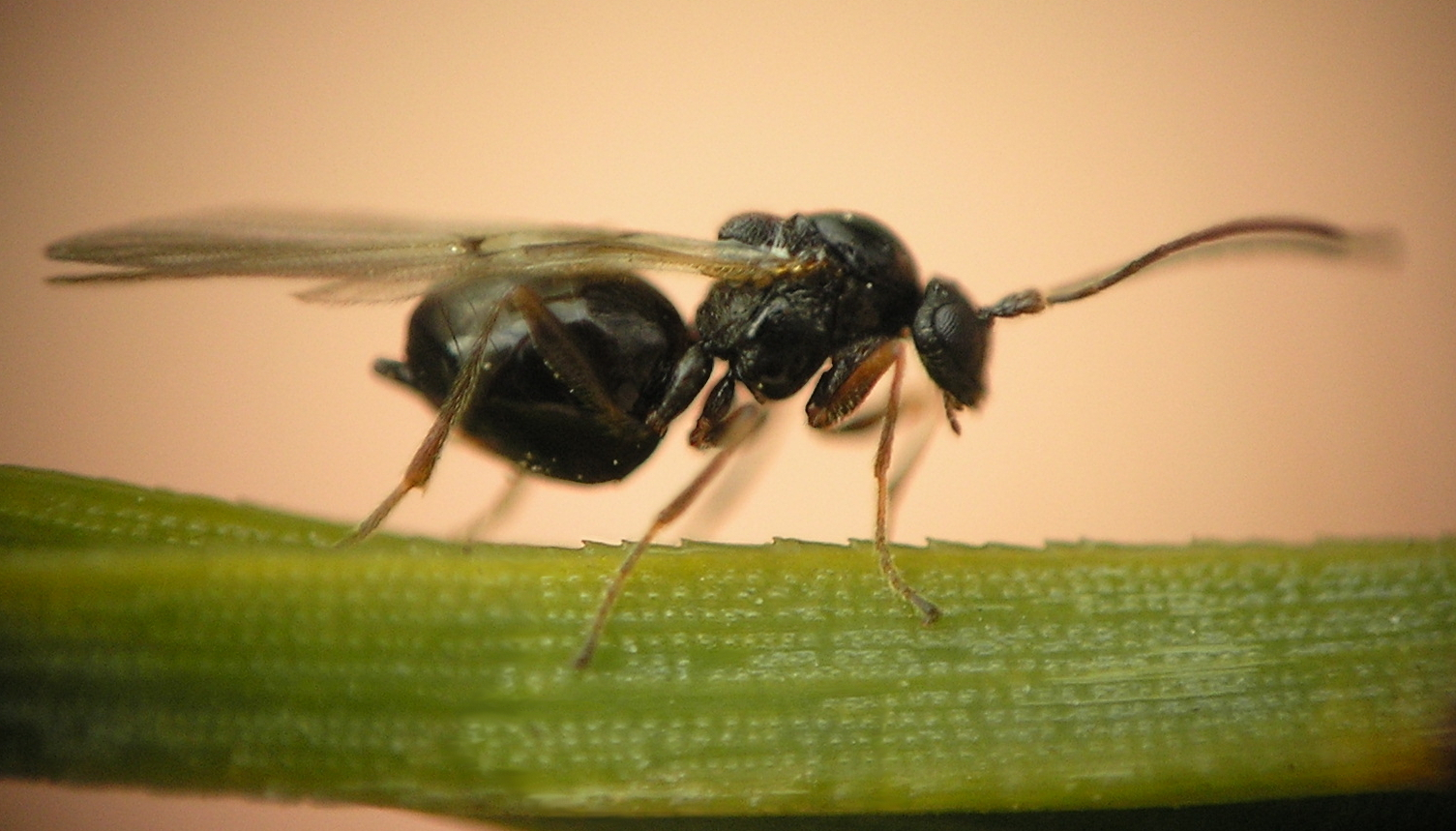
C. quercusfolii mature.